# Casa de pe Str. Al. I. Cuza nr. 27 din Dorohoi
Casa de pe Str. Al. I. Cuza nr. 27 din Iași este un monument istoric situat în municipiul Dorohoi, județul Botoșani. Este situată în Str. Al. I. Cuza nr. 27. Clădirea a fost construită în anul 1890. Figurează pe noua listă a monumentelor istorice sub codul LMI: BT-II-m-B-01969.